# NOD1
NOD1‏ (Nucleotide binding oligomerization domain containing 1) هوَ بروتين يُشَفر بواسطة جين NOD1 في الإنسان.